# Waldemar Dreyer
Waldemar Johan Dreyer, född den 29 januari 1853, död den 15 september 1924, var en dansk läkare och populärvetenskaplig författare. Han var kusin till John Louis Emil Dreyer.
Efter att ha praktiserat som läkare, från 1893 som distriktsläkare i Ringsted, blev han 1910 direktör för zoologiska trädgården i Köpenhamn. Dreyer utgav en mängd populärvetenskapliga arbeten inom skilda ämnen, såsom etnografi (Naturfolkenes Liv 1898, svensk översättning 1899), och zoologi (Vor Klodes Dyr, 3 band 1900-1903, tillsammans med Jens Orten Bøving-Petersen, under namnet "Djurvärlden" översatt och bearbetad till svenska av Anton Stuxberg och Manfred Floderus).

## Utmärkelser
- Riddare av Dannebrogorden,  21 oktober 1907[4]

[Redigera Wikidata]